# Kincs, ami van
Kincs, ami van è il quarto album della cantante ungherese Friderika Bayer, pubblicato nel 1999 attraverso l'etichetta discografica EMI Records. Dall'album è stato estratto il singolo Kincs, ami van.

## Tracce
CD
1. Kincs, ami van – 3:35
2. Szemtől szembe – 3:44
3. Tartozol egy mosollyal – 3:25
4. Másik – 3:34
5. Fogd a kezem – 3:52
6. Te vagy a válasz – 4:14
7. Mondd, miért – 2:21
8. New York City – 4:45
9. Hajnalodik – 4:25
10. A lényeg – 3:30
11. A mai világban – 4:18
12. Szeretni ne félj – 3:48
13. Édenkert – 3:47